# Rodijački kapitalizam
Ortački kapitalizam  ili rodijački kapitalizam (crony capitalism, od engl. crony: blizak prijatelj, drug), oblik kapitalizma u kojem poslovni uspjeh ovisi o bliskim, ortačkim odnosima vlasnika tvrtki i političara na vlasti. U svom osnovnom obliku ti bliski odnosi političara i kompanija imaju oblik davanja posebnih povlastica kompanija kao što su građevinske, uvozne i slične dozvole, porezne olakšice i slične državne intervencije. Nakon propasti istočnoeuropskih komunističkih država osnovni oblik postao poklanjanje cijelih državnih kompanija novostvorenim tajkunima koji su najčešće bili bivši visokopozicionirani dužnosnici.
Izraz  "rodijački kapitalizam" ("crony capitalism") napravio je značajan utjecaj na javnu scenu kao objašnjenje azijske financijske krize. Također se koristi širom svijeta kako bi se opisale gotovo sve vladine odluke u korist osoba bliskih vladinim dužnosnicima. U mnogim slučajevima, termin se koristi naizmjenično s "korporativnom dobrobiti"; do te mjere da postoji razlika, potonje bi moglo biti ograničeno samo na izravne državne potpore velikim korporacijama, osim rupa u poreznom zakonu i svakojakih regulatornih i trgovinskih odluka, koje se u praksi mogu biti puno važnije od bilo kakvih izravnih subvencija.

## Ortački kapitalizam u praksi
U svom najlakšem obliku, ovakav kapitalizam sastoji se od tajnih dogovora između igrača na tržištu. Iako se možda lagano natječu jedni protiv drugih, oni će predstavljati jedinstvenu frontu (ponekad nazvanu trgovačko udruženje i sl.) prema vlasti u potrazi za subvencijama, pomoći ili propisima. Pridošlice na tržištu teško mogu pronaći kredite, prodajna mjesta na policama trgovina, ili primati službene sankcije (poput medaljonskog sustavu taksija u New Yorku nastalih tijekom Velike depresije) prilikom prodaje proizvoda ili usluge. U tehnološkom području, oni mogu biti optuženi za kršenje patenata što nihovi udruženi konkurenti nikad ne optužuju jedni druge. Distribucijske mreže će odbitati pomogati suparnicima natjecatelju. Unatoč tome, neki suparnici će uspjeti kada su pravne zapreke lagane, pogotovo gdje je stara garda postala neučinkovita i ne uspijeva zadovoljiti potrebe tržišta. Neki od tih skorojevića mogu se onda pridružiti uspostavljenoj mreži kako bi spriječili bilo kakve druge nove konkurente. Primjeri za to mogu se naći u sustavu keiretsu u poslijeratnomn Japanu, tiskanima medijima u Indiji,  chaebolu Južnoj Koreji, i moćnim obiteljima koje kontroliraju veći dio ulaganja u Latinskoj Americi.
Međutim, rodijački kapitalizam općenito je povezan s državnim intervencijama većih razmjera. [2] Namjerno nejasni zakoni i propisi su uobičajeni u takvim sustavima. Gledano strogo, takvi zakoni uvelike mogu omesti gotovo sve poslovne subjekte; u praksi, oni su samo selektivno provođeni. Avet da imaju takve zakone koji im iznenada mogu srušiti   posao daje poticaj poslodfavcima da ostanu u dobroj milosti političkih dužnosnika. Konkurenti   koji bi prekoračili svoje granice iznenada mogu imati zakone protiv sebe,  što dovodi do novčane kazne ili čak i zatvora. Čak i u demokracijama s visokim dohotkom i dobro ustrojenim pravnim sustavom i slobodom tiska veća država je povezana s većom političkom korupcijom (uključujući i rodijački kapitalizam).
Države koje se   često proziva zbog rodijačkog kapitalizma su Hong Kong, Narodna Republika Kina, Indija (osobito nakon liberalizacije 1990-tih pri čemu su zemljišta i drugi resursi dani u bescijenje   u ime javno-privatnog partnerstva), Indonezija, Argentina, Brazil, Velika Britanija - posebno tijekom 1600-tih i 1700-tih, Sjedinjene Američke Države, [2] Malezija, Izrael; Rusija; Većina država bivšeg Istočnog bloka, kao i kao najpoznatiji slučaju ekonomske krize zbog favoritizma, Grčka Wu Jinglian, jedan od kineskih vodećih ekonomista i dugogodišnji prvak   prelaska na slobodno tržište, kaže da je zemlja suočena s dvije potpuno oprečne budućnosti: tržišnog gospodarstva pod vladavinom zakona ili rodijačkog kapitalizma.

## Indeks ortačkog kapitalizma
Časopis Economist godišnje radi ljestvicu zemalja na temelju izračunatog indeksa ortačkog kapitalizma Index. Njihov indeks iz 2014. stavio je na prva 3. mjesta Hong Kong, Rusiju i Maleziju.

## Ortački kapitalizam u dijelovima gospodarstva
Izravnija uplitanja izvršne vlasti u gospodarstvo mogu dovesti do određenih vrsta rodijačkog kapitalizma, čak i ako je gospodarstvo u cjelini zdravo. Vlade će, često u dobroj vjeri, uspostavljanti državne agencije za reguliranje industrije. Međutim, članovi industrije imaju vrlo jak interes za postupanje regulatornog tijela, dok je ostatak građana vrlo malo pogađan njihovim odlukama. Kao rezultat toga, nije neuobičajena pojava za vodeće igrače u industriji da najprije steknu kontrolu nad "čuvarima" i koriste ga protiv konkurencije. Ova pojava, poznata kao "regulatorno hvatanje", ima dugu povijest.
Orijentir presuda Vrhovnog suda SAD-a iz 1824.   poništila je od države New York odobreni monopol ("pravi model državne velikodušnost") za tada revolucionarnu tehnologiju parobroda. Na poticaj vrhovnog suda godine 1887.  kongres je osnovao državno povjerenstvo (" Interstate Commerce" ) koje imalo premoć nad trgovinom,  s namjerom reguliranja željezničkih « baruna razbojnika". Predsjednik Grover Cleveland imenovao je Thomasa M. Cooleyja, saveznika željeznice, za prvog predsjednika, a dozvola je korištenaza uskraćivanje pristupa novim sudionicima i legalizaciju namještanja cijena.
Vojna industrija u SAD-u se često opisuje kao primjer rodijačkog kapitalizma u industriji. Veze s Pentagonom i lobistima u Washingtonu su opisane od strane kritičara kao važnije od stvarnog natjecanja, s obzirom na tajnovitosti vojnih ugovora. U sporu Airbus-Boeing WTO, Airbus (koji dobiva izravne subvencija od europskih vlada) izjavio je da Boeing dobiva slične poticaje, koji su prikriveni kao neučinkoviti ugovori obrane. Nekoliko tvrtki dobila je izravne ugovore bez ponuda i za uragan Katrinu i za obnovu nakon rata u Iraku navodno zbog veza u administraciji G. W. Busha.
Gerald P. O'Driscoll, bivši potpredsjednik "Federal Reserve Bank of Dallas", izjavio je da su Fannie Mae i Freddie Mac postali ogledni primjeri rodijačkog kapitalizma. Vlada je podupirući  "Fannie and Freddie " omogućila im nad hipotekarnim poslovima. "Političari su stvorili hipotekarne divove, koji su zatim vraćali dio svog profita suučesnicima

## Stvaranje rodijačkom kapitalizma u zemljama u razvoju
U svom najgorem obliku, ortački kapitalizam može se pretvoriti u običnu korupciju, gdje je bilo izostavljena bilo kakva iluzija slobodnom tržištu. Mita državnim službenicima smatraju de rigueur a utaja poreza   je uobičajena. To se npr. može vidi u mnogim dijelovima Afrike, na primjer. To se ponekad zove plutokracija (vladavina bogatstva) ili kleptocracija (vladavina po krađi).
Korumpirane vlade mogu favorizirati jednu skupinu poduzetnika koji imaju bliske veze s vladom u odnosu na druge. To također može biti učinjeno po rasnoj, vjerskoj ili etničkoj osnovi; Primjerice, alaviti u Siriji imati neproporcionalan udio vlasti u vladi i poslovanju. (Predsjednik Assad je Alavit.)  Kako vlada i poslovni ljudi pokušavaju ostvariti razne stvari, oni se prirodno okreću drugim moćnih ljudi za podršku u njihovim nastojanjima. Ti ljudi čine čvorišta u mreži. U zemlji u razvoju tih čvorišta može biti vrlo malo, koncentrirajući tako ekonomsku i političku moć u maloj skupini.
Normalno, to će biti neodrživo za održavanje poslovanju; Novi sudionici će utjecati na tržište. Međutim, ako su poslovnjaci i vlada isprepleteni, onda Vlada može održavati malu mrežu.
Raymond Vernon, specijalist ekonomije i međunarodnih poslova, je napisao da je industrijska revolucija počela je u Velikoj Britaniji, jer su bili prvi koji su uspješno ograničili moć skupinama s pravom veta (obično ljudima bliskima vlasti) da blokiraju inovacije. "Za razliku od većine drugih nacionalnih sredina, britanski okoliš od početka 19. stoljeća sadržavao je relativno malo prijetnje onima koji su se izrađivali i primijenjivali postojeće izume, bilo iz poslovnih konkurenata, rada, ili same vlade.  Za razliku od njih, u drugim europskim zemljama,  trgovački cehovi su koristili pravo veta mnogo stoljeća. Takve ovlast im je obično darovala vlada ". Na primjer, ruski izumitelj proizveo je parni stroj 1766. i nestao bez traga. "[] Parni pogon bez konja prijevozu proizvedeno u Francuskoj u 1769 i službeno je potisnut." James Watt je počeo eksperimentirati s parom godine 1763., dobio patent godine 1769., i počeo komercijalnu proizvodnju godine 1775.
Knjiga antropologa Davida Graebera "Dug: prvih 500 godina" (Debt: The First 5000 Years ) pruža još širu perspektivu: To možemo vidjeti još u povijesnim i arheološkim nalazima, tvrdi Graeber. Ljudi s bogatstvom i moći, tipično monarsi i bliski im prijatelji, pisali su pravila koja bi im omogućila stjecanje koristi na štetu drugih. Situacija bi se pogoršala za običan puk dok je ne bi   prekinule seljačke bune. Tada bi ciklus počeo iznova.

## Politička gledišta
Kritičari kapitalizma uključujući socijaliste i druge anti-kapitalisti često tvrde da je rodijački kapitalizam   neizbježna posljedica svakog kapitalističkog sustava. Jane Jacobs je opisao kao prirodna posljedica tajnog dogovora između menadžerske moći snage i trgovine, dok je Noam Chomsky izjavio da je riječ "crony" suvišna pri opisu kapitalizma. Budući da tvrtke zarađuju novac, a novac dovodi do političke moći, tvrtke će neminovno koristiti svoju moć za utjecaj na vladu. Postoje veliki pokreti unutar SAD-a oko reforme financiranja izbornih   kampanja u SAD-u i drugim zemljama kako bi se pokušalo spriječiti uporabu ekonomske moći za stvaranje političke moći.
Ravi Batra tvrdi da su  "sve službene ekonomske mjere usvojene od 1981 ...  devastirale srednju klasu", te da bi se pokret Occupy Wall Street trebao zalagati za njihovo ukidanje, a time i kraj utjecaja super bogatih u političkom procesu, koji on smatra manifestacija rodijačkog kapitalizma.
Socijalistički ekonomisti, poput Robina Hahnela, kritizirali su ovaj termin kao ideološki motiviran pokušaj skretanja pozornosti na ono što su po njihovom mišljenju osnovni problemi kapitalizma kao npr. Nepravilnosti koje se mogu izbjeći. Socijalistički ekonomisti odbacuju pojam kao ispriku za greške neoliberalne politike i, što je još važnije, njihove percepcije slabosti tržišne samoregulative.
Laissez faire ekonomisti također se protive rodijačkom kapitalizmu obeshrabrujućem vladinom favoriziranju kao nespojivo s istinskim slobodnim tržištem. Laissez-faire zagovornici kritiziraju termin kao ideološki motiviran pokušaj skretanja pozornosti s onog što je po njima temeljni problem državne intervencije ili "investicija" kao nepotrebne aberacije; zagovornici slobodnog tržišta nazivaju državna favoriziranja "rodijačkim socijalizmom", " poduzetničkim socijalizmom" ili "korporativizmom, modernim oblikom merkantilizma" naglašavajući da je jedini način za pokretanje profitabilnog poslovanja u takvim sustavima pomoć o korumpiranih državnih dužnosnika. Čak i ako je početni propis bio dobronamjeran (zauzdati stvarne zloupotrebe), pa čak i ako jesu početna lobiranja korporacija bila dobronamjerna (smanjiti nelogične propise), smjesa poslovnih i državnih utjecaja guše tržišno natjecanje, a namještanje rezultata se zove regulatorno hvatanje. U svojoj knjizi "Mit o barunima razbojnicima", Burton W. Folsom, Jr. razlikuje one koji su uključeni u rodijački kapitalizam-koje on naziva "političkim poduzetnicima", od onih koji se natječu na tržištu bez posebne pomoći vlade, koje naziva " tržišnim poduzetnicim " koji su uspjeli" proizvodeći kvalitetan proizvod po konkurentnoj cijeni "